# Karrenmuseum
Het Karrenmuseum is een regionaal museum in de Antwerpse plaats Essen. Het museum stelt meer dan 300 karren, wagens en koetsen tentoon. De verzameling wordt er onderhouden, gerestaureerd en geïnventariseerd. Het Karrenmuseum ontwikkelt zich als expertisecentrum.

## Geschiedenis
Rond 1950 begon een door geschiedenis gepassioneerd leraar, Alfons Tireliren, karren, wagens en koetsen te verzamelen. Hij kocht een perceel bosgrond in Wildert, bouwde er een loods en bracht er zijn verzameling karren en wagens in onder.
In 1971 verhuisde Tireliren zijn verzameling, in samenwerking met de 'Koninklijke Heemkundige Kring' waarvan hij voorzitter was, naar de huidige locatie achter de Kiekenhoeve. Deze feestelijke gebeurtenis betekende het ontstaan van het Karrenmuseum. In 1976 werd een 18e-eeuwse schuur toegevoegd en in 1979 volgde een smidse en een wagenmakerij.
Tireliren bleef tot aan zijn dood in 1981 conservator van het museum. Hij werd opgevolgd door Lode Jordaens. In 2005 droeg de 'Koninklijke Heemkundige Kring' het museum over aan de 'vzw Karrenmuseum Essen'. In 2006 werd het Karrenmuseum een erkend museum. Onder impuls van Bert Anciaux deelde de Vlaamse overheid in 2008 de erkende musea bij ofwel het lokale, het regionale of het Vlaamse niveau in.
Het Karrenmuseum werd oorspronkelijk bij het lokale niveau ingedeeld maar sinds 2016 bij het regionale niveau. In 2021 vierde het Karrenmuseum zijn vijftigste verjaardag met de heropening van het koetshuis. In de zomer van 2022 organiseerde het Karrenmuseum en het Tongerlohuys uit Roosendaal samen een grensoverschrijdende tentoonstelling, Over Water, Over Land.

## Beschrijving
Het Karrenmuseum is gelegen aan de Moerkantsebaan 52 te Essen en kan individueel of in groep bezocht worden. Een rondleiding met gids dient op voorhand aangevraagd te worden.
De verzameling van het Karrenmuseum bevat meer dan 300 karren, wagens en koetsen. Ze is ondergebracht in open en halfopen depots en in het koetshuis. Er is een wagenmakerij, smederij, zagerij en een touwslagerij. Er zijn ook onderdelen van rosmolens te zien, en in 2010 werd een model van een tredmolen (hondenmolen) toegevoegd. Het museum heeft een eigen bibliotheek, functioneert als expertisecentrum en digitaliseert zijn verzameling. Het is aangesloten bij erfgoeddatabank 'Erfgoed Inzicht'.
Het Karrenmuseum bezit enkele topstukken zoals een locomobiel en een stoomspuit. In het koetshuis staan koetsen in bruikleen van onder meer het Museum aan de Stroom en IVA Historische Huizen Gent.
In het museum worden doorheen het jaar cursussen over verschillende ambachten gegeven. Naar aanleiding van sommige feestdagen worden er gezinsactiviteiten georganiseerd.

## Restauratieatelier
Het Karrenmuseum heeft een restauratieatelier. Vrijwilligers bekwamen er zich in de verschillende ambachten nodig om de verzameling in stand te houden. Sinds 2020 wordt de verzameling op biologische en ecologische wijze tegen houtworm behandeld, door middel van sluipwespen. De vrijwilligers werken ook aan materiaal van buiten de verzameling. Zo voeren ze onderhoud uit aan wagens van de Reuskens van Borgerhout en in 2019 restaureerden ze de wielen van een kanon van het War Heritage Institute.

## Galerij

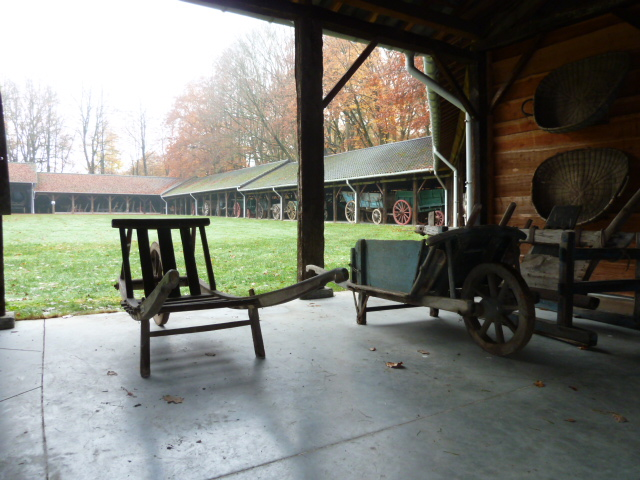
Kruiwagens
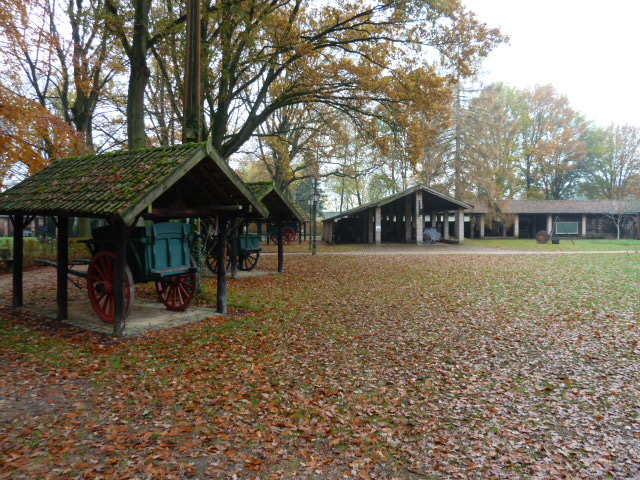
Aardkar
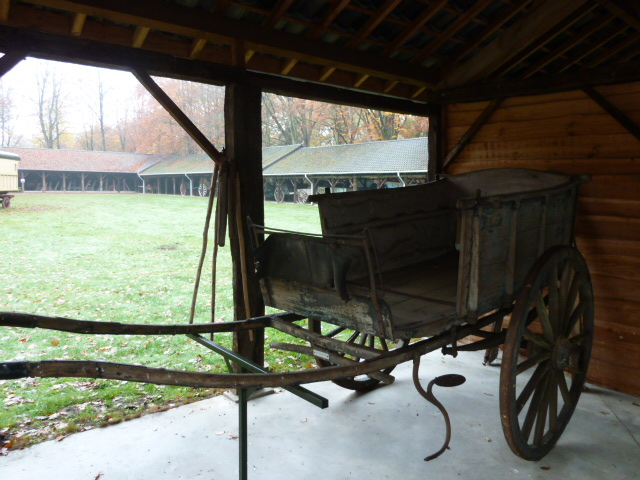
Hitten-of traamkar
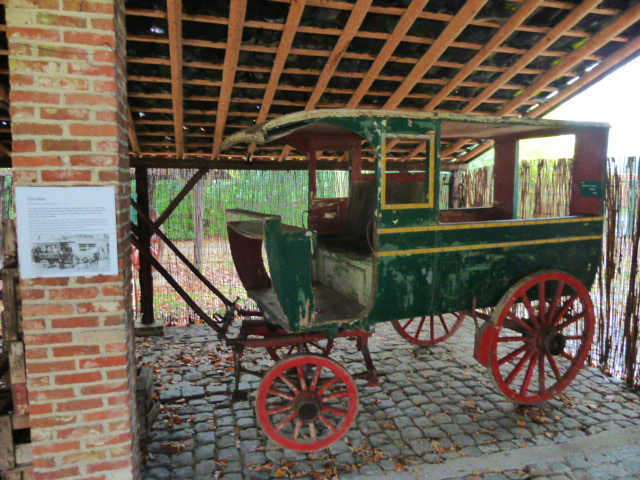
Paardenbus
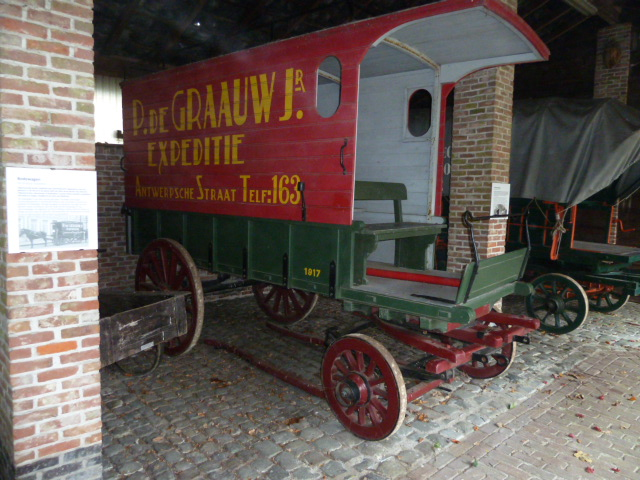
Bodewagen
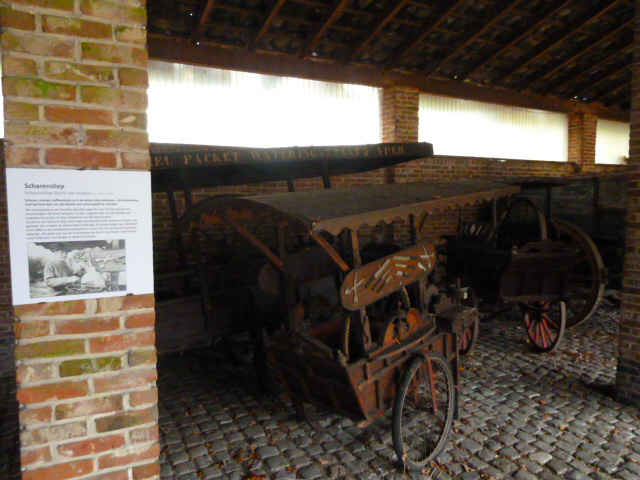
Scharesliep
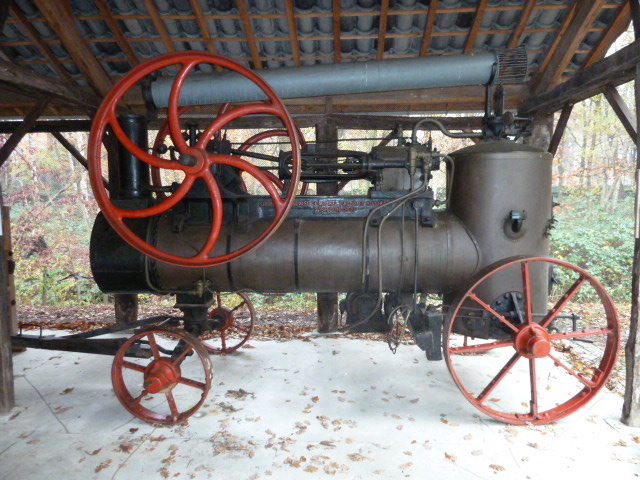
Locomobiel
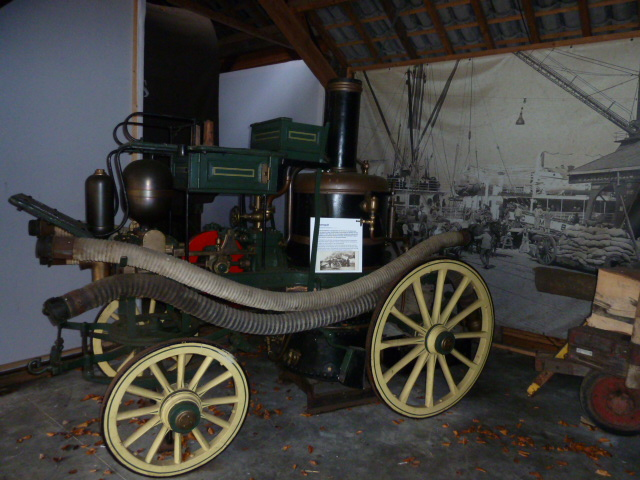
Stoomspuit
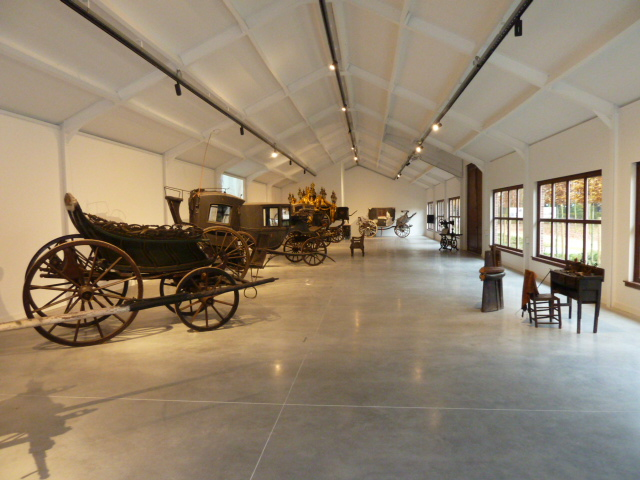
Koetshuis
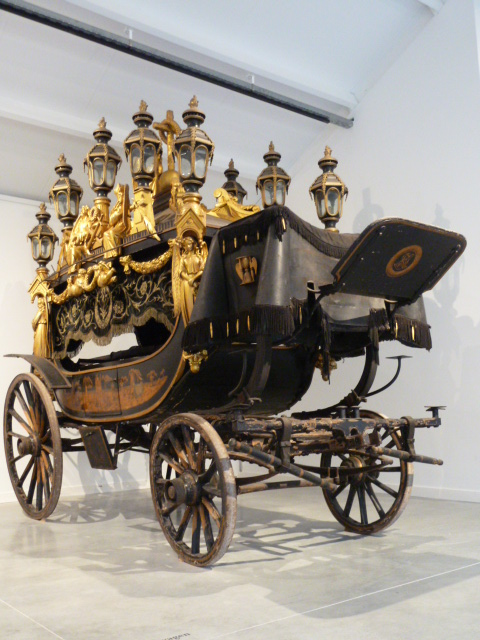
Paardenlijkwagen
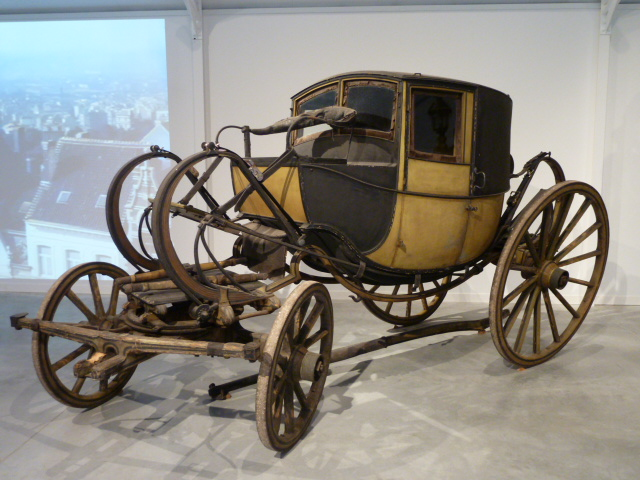
Bastardelle
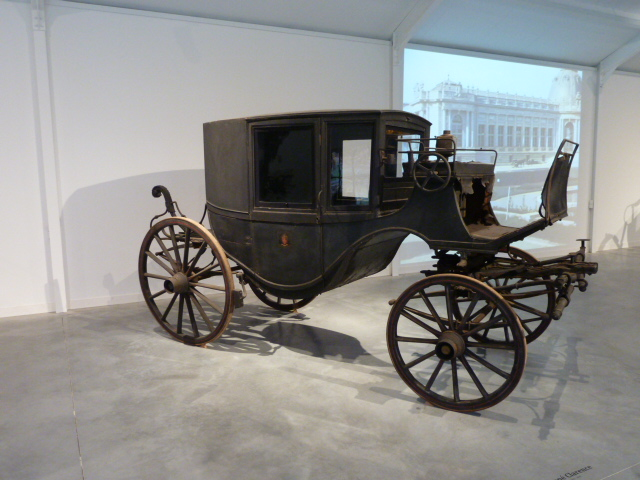
Coupé Clarence
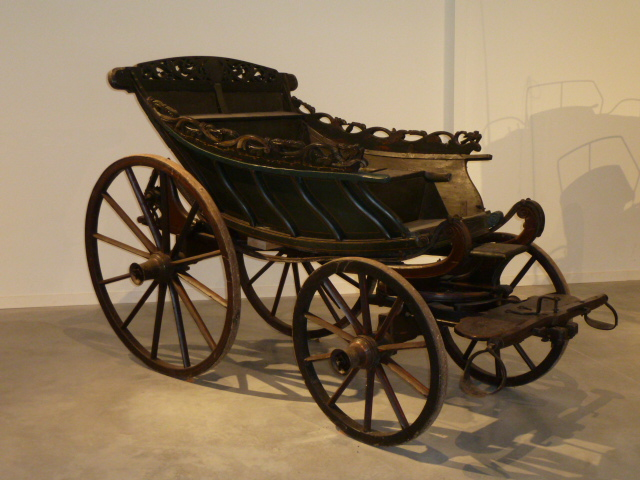
Riemwagen
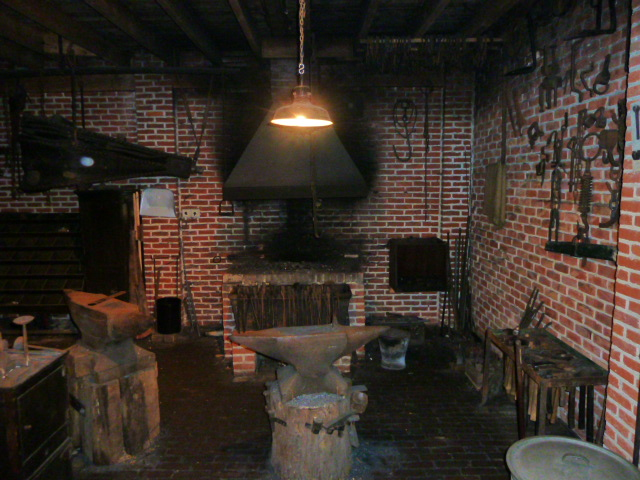
Smidse
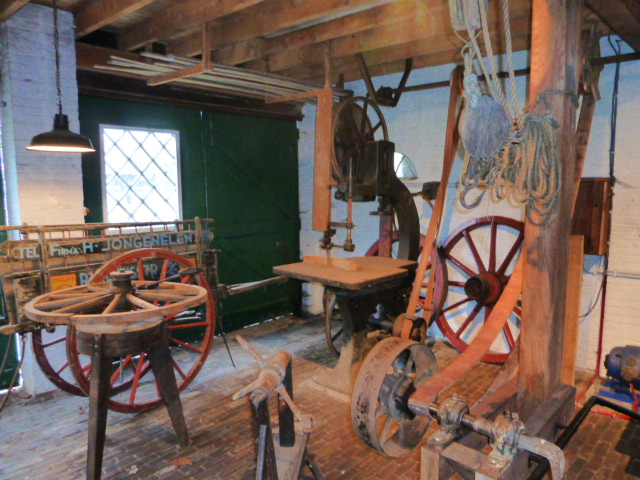
Wagenmakerij
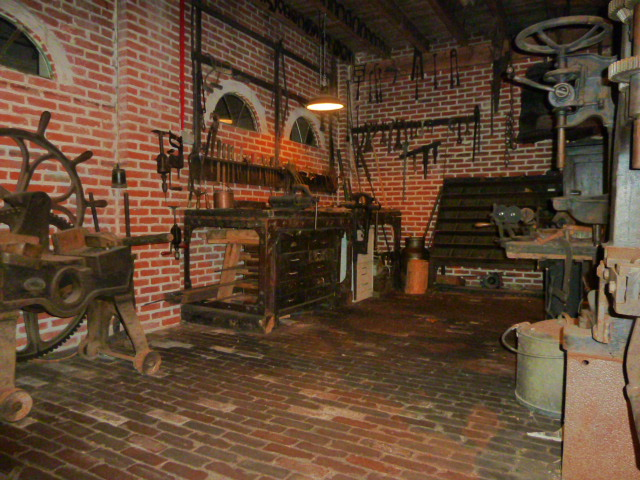
Smidse
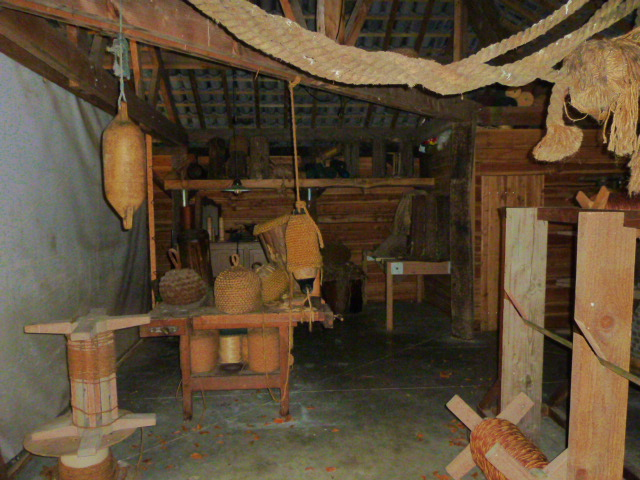
Touwslagerij
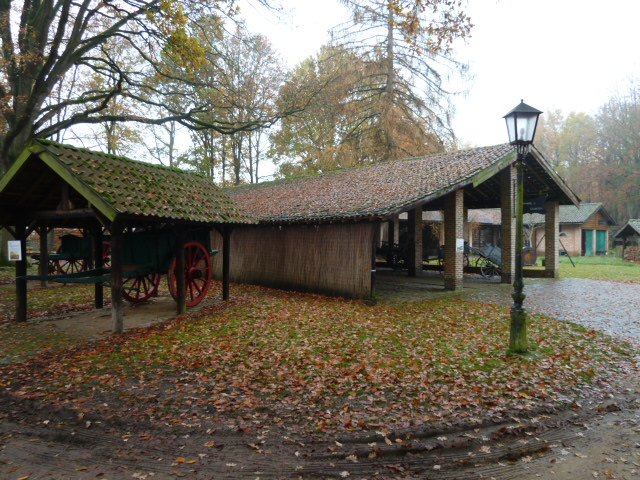
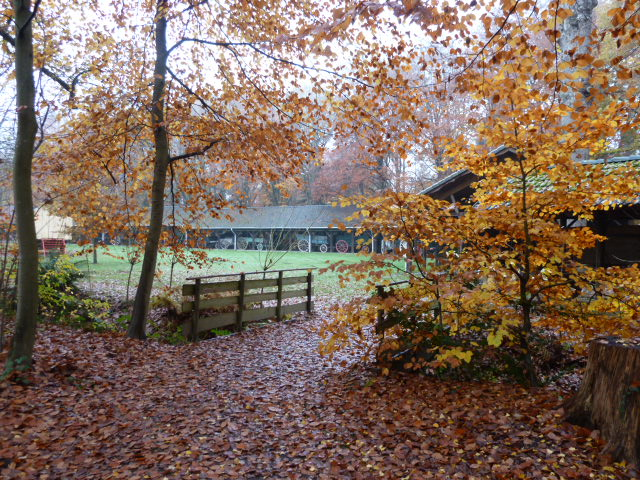
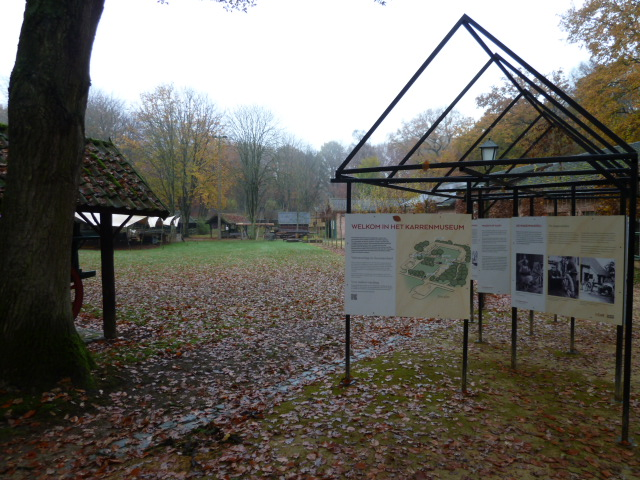
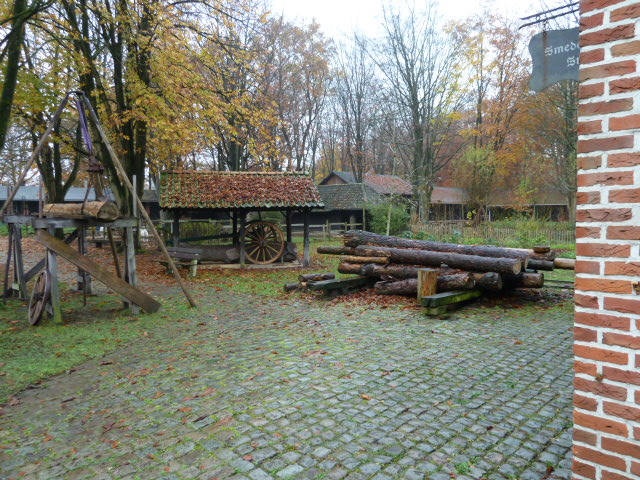
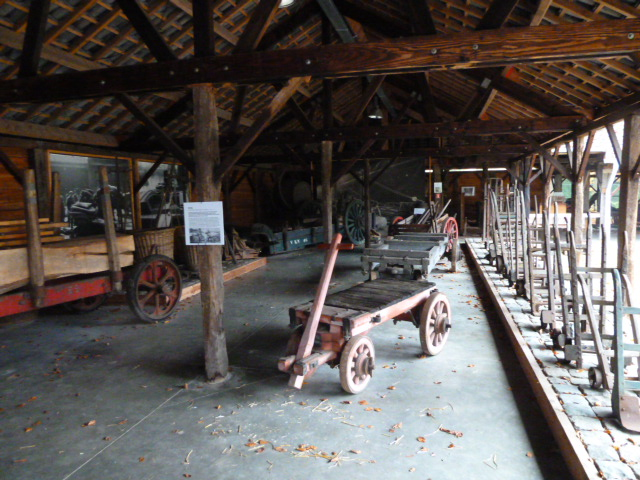